# Mozzanica
Mozzanica är en ort och kommun i provinsen Bergamo i regionen Lombardiet i Italien. Kommunen hade 4 533 invånare (2018).